# ジェームス・ディーン・ブラッドフィールド
ジェームス・ディーン・ブラッドフィールド（James Dean Bradfield、1969年2月21日 - ）は、イギリス・ウェールズ出身のミュージシャン、シンガーソングライター。ロックバンド、マニック・ストリート・プリーチャーズのヴォーカリスト、ギタリストとして最もよく知られる。他にもコラボレーションやプロデューサーとしても活動。

## 略歴
1969年、ウェールズの地方都市ポンティプールに生まれる。いとこであり将来のバンドメイトであるショーン・ムーアの両親は離婚しており、ジェームスとショーンは幼い頃から同じ家で暮らした。
少年時代より陸上競技を始め、障害走の選手として活躍した。
10代前半からパンク・ロックにのめり込み、同じく将来のバンドメイトであるニッキー・ワイアー、リッチー・エドワーズと仲良くなり、4人は好きな音楽について語り合うなど一緒につるむようになる。その後マニック・ストリート・プリーチャーズが結成され、バンドは1988年に自主制作シングル「Suicide Alley」でデビューを果たし、同年にリッチーもバンドに合流した。バンドは1990年代中盤以降からイギリスの国民的バンドとして人気を集め、現在も活動中である。

### ソロ活動
バンド活動休止中の2006年7月にシングル「ザッツ・ノー・ウェイ・トウ・テル・ア・ライ」をリリースし、ソロデビューを果たした。その2週間後にもアルバム『ザ・グレート・ウエスタン』をリリースし全英22位を記録した。アルバムリリース以前の5月にはソロツアーにも繰り出しており、マンチェスター、グラスゴー、ダンディー、バーミンガム、ロンドンなどイギリス各都市でライヴを行った。

## 私生活
現在はロンドンのチズウィック在住だがカーディフにも家を所有している。2004年に結婚し一女の父となる。

## ディスコグラフィー

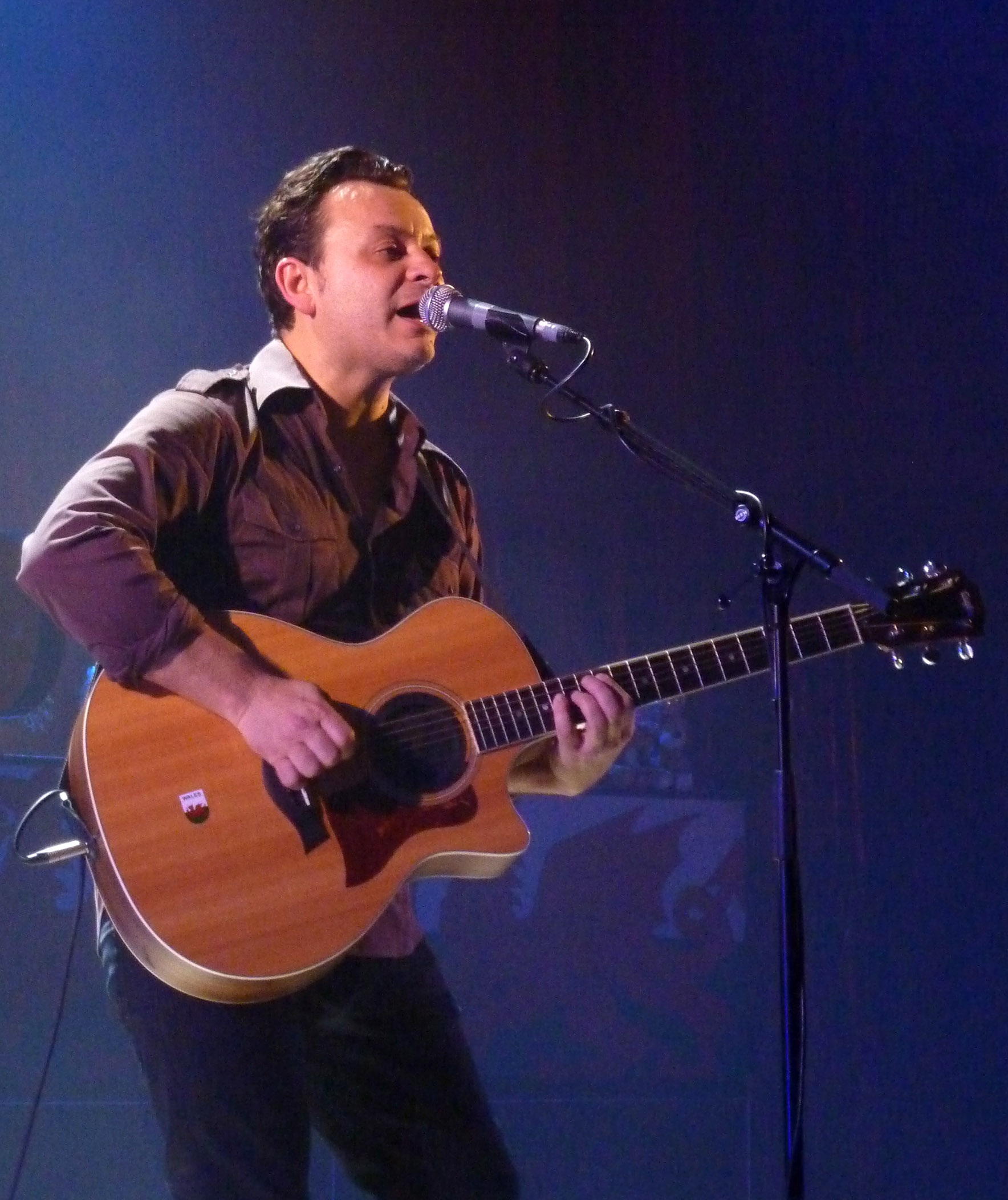
レスターにて（2010年）

### ソロアルバム
- ザ・グレート・ウエスタン （2006年）

### ソロシングル
- "ザッツ・ノー・ウェイ・トウ・テル・ア・ライ" （2006年）
- "アン・イングリッシュ・ジェントルマン" （2006年）

### コラボレーション
- "Lopez" （1996年） 808ステイトのアルバム『ドン・ソラリス』収録
- "Inertia Creeps" remix （1998年） マッシヴ・アタック
- "I'm Left, You're Right, She's Gone" （1999年） トム・ジョーンズのアルバム『リロード』収録
- "Commemoration and Amnesia" （1999年） パトリック・ジョーンズ
- "Tongues for a Stammering Time" （2009年） パトリック・ジョーンズ

### プロデュース
- 『ノーザン・アップロアー』／ノーザン・アップロアー （1996年）
- 『インポッシブル・プリンセス』（2曲）／カイリー・ミノーグ （1997年）
- 『リロード』（1曲）／トム・ジョーンズ （1999年）
- 『ジョニー・ボーイ』／ジョニー・ボーイ （2004年）